# Пожидаев, Евгений Андреевич
Евгений Андреевич Пожидаев (1921—2013) — советский военный деятель, генерал-лейтенант.

## Биография
Родился 1 мая 1921 года в селе Большой Змеинец (ныне — Щигровского района Курской области), русский.
Окончил Харьковское военное пограничное училище. Служил в войсках НКВД. Сначала заместителем начальника заставы, затем — начальником заставы, начальником штаба 132-го погранполка на границе с Восточной Пруссией. Одной из первых застава 22 июня 1941 года вступила в бой с немецкими войсками и почти полностью погибла. Пожидаев и несколько бойцов пробились из окружения к советским войскам. До 1943 года воевал на фронтах Великой Отечественной войны. В 1943 году был направлен на учебу в Академию им. Фрунзе в Москве. Член ВКП(б)/КПСС с 1943 года. 9 мая 1945 года в звании подполковника закончил войну в Берлине.
После войны последовательно занимал должности начальника штаба части в Иваново, командира Барановичского полка, заместителя командира Иркутской дивизии, начальника штаба Ташкентской дивизии внутренних войск. По окончании Академии Генерального штаба командовал Ростовским соединением. В 1969 году Е. А. Пожидаев был назначен командиром ОМСДОНа им. Ф. Дзержинского. 1975—1980 годах — заместитель начальника управления спецчастей внутренних войск МВД СССР. В 1980—1986 годах — начальник Военно-мобилизационного управления  (ВМУ) МВД СССР.
Генерал-лейтенант в отставке. Умер 2 января 2013 года и похоронен на Троекуровском кладбище Москвы.

## Награды
- Награждён наградами СССР, среди которых ордена Ленина, Октябрьской Революции, Отечественной войны II-й степени (Указ Президиума Верховного Совета Союза ССР от 07.12.1943), Красной Звезды и медали.